# تاکویا ساتو (صداپیشه)
تاکویا ساتو (انگلیسی: Takuya Satō؛ ۱۹ مهٔ ۱۹۸۴ – ) صداپیشگی در ژاپن اهل ژاپن بود. وی از سال ۲۰۰۰ میلادی تاکنون مشغول فعالیت بوده‌است.